# Eisenbahnunfall von Limache
Der Eisenbahnunfall von Limache war der Frontalzusammenstoß zweier Triebwagen auf der Bahnstrecke Santiago de Chile–Valparaíso am 17. Februar 1986 zwischen den Bahnhöfen Peñablanca und Limache, in der Región de Valparaíso und zugleich der folgenschwerste Eisenbahnunfall in Chile. Mindestens 58 Menschen starben.

## Ausgangssituation

### Infrastruktur
Die Eisenbahninfrastruktur im Bereich der Unfallstelle war in ihrer Funktion stark eingeschränkt: Nach einem Anschlag der linksterroristischen Frente Patriótico Manuel Rodríguez auf eine Eisenbahnbrücke sechs Monate zuvor, war die an sich zweigleisige Strecke in diesem Abschnitt nur eingleisig befahrbar. Die Unfallstelle lag in einem Geländeeinschnitt in einer scharfen Kurve, so dass die Triebfahrzeugführer den jeweils anderen Zug erst im letzten Augenblick sehen konnten. Die Signalanlage der Strecke stammte von 1928 und war einige Tage zuvor ausgefallen. Darüber hinaus war das Telefonkabel, über das die Zugmeldungen durchgeführt wurden, gestohlen worden, so dass sich die Fahrdienstleiter nicht miteinander verständigen konnten.

### Fahrzeuge
Beide Züge waren dreiteilige AES (Automotor Eléctrico Suburbano)-Triebwagen des Eisenbahnverkehrsunternehmens Ferrocarril del Norte. Zusammen waren in den Zügen etwa 1000 Fahrgäste unterwegs. Der eine Zug fuhr von Los Andes nach Valparaíso, der andere war in der Gegenrichtung von Valparaíso zum Bahnhof Mapocho in Santiago de Chile unterwegs.

## Unfallhergang
Wegen der defekten Infrastruktur konnte der Verkehr auf der Strecke nur gesichert werden, indem die Züge die Strecke nur streng nach der fahrplanmäßigen Reihenfolge befahren durften. Danach hätte der Fahrdienstleiter in Limache den Zug von Los Andes im Bahnhof behalten müssen, bis der Gegenzug aus Valparaíso eingetroffen war. Das aber tat er nicht, gab ihm vielmehr die Ausfahrt frei.

## Folgen
Gegen 19:45 Uhr stießen die beiden Züge frontal zusammen. Die Wucht des Zusammenstoßes war so stark, dass sich die vorderen Fahrzeuge beider Triebwagen fünf Meter ineinander schoben. Mindestens 58 Tote, darüber hinaus 518 Verletzte, 111 davon schwer, waren die Folge. Die meisten Menschen starben in den völlig zusammengequetschten beiden vorderen Fahrzeugen der Triebwagen. Die Zahlen waren die offiziellen. Später wurden auch noch sehr viel höhere Zahlen von Toten genannt.
Die Rettungsmaßnahmen mussten improvisiert werden: Es dauerte mehr als eine Stunde, bevor externe Hilfe eintraf. Die Rettungsarbeiten dauerten bis 11:30 Uhr am Folgetag. Auf dem Bahnsteig des Bahnhofs von Limache wurde ein provisorischer Erste-Hilfe-Raum eingerichtet. Durch die Bahnsteiglautsprecher wurde zu Blutspenden aufgerufen.
Der damalige chilenische Staatspräsident Augusto Pinochet besuchte die Verletzten im Krankenhaus und sagte eine Entschädigung zu, die sich an der für Straßenverkehrsunfälle orientieren sollte.
Infolge des Unfalls wurde der Personenverkehr auf der Bahnstrecke zwischen Santiago de Chile und Valparaiso aufgegeben. Erst als 1992 Zugfunk installiert war, wurde er wieder aufgenommen. Heute wird die Strecke vom Tren Limache–Puerto befahren.